# Jenarsari
Jenarsari is een bestuurslaag in het regentschap Kendal van de provincie Midden-Java, Indonesië. Jenarsari telt 2204 inwoners (volkstelling 2010).